# Gibara
Gibara es una pequeña ciudad ubicada en la costa norte del oriente de la República de Cuba. La Villa Blanca como también se le conoce, es cabecera del municipio del mismo nombre, perteneciente a la provincia de Holguín. 
Fundada el 16 de enero de 1817, Gibara, proviene del vocablo aborigen Jibá. La pequeña urbe posee una rica historia y cultura propia acorde al linaje de su fundación y un hermoso y exuberante paisaje, bellos sitios arquitectónicos y un trazado perfecto de sus casas, calles y parques, pero la mayor riqueza según los visitantes es su gente, cooperativa, humana, cariñosa y un poco ególatra, orgullosa de su villa y de su historia.
La Villa Blanca aunque pequeña, posee un encanto peculiar, el contraste de un patrimonio arquitectónico atesorado por dos siglos, sus exuberantes paisajes, y el sentido de pertenencia y las raíces culturales de su gente, hace que todo aquel que la visita quede prendado de ella y se vea obligado a regresar una y otra vez a esta tierra, que al decir del almirante Cristóbal Colón «es la tierra más hermosa que ojos humanos vieron».

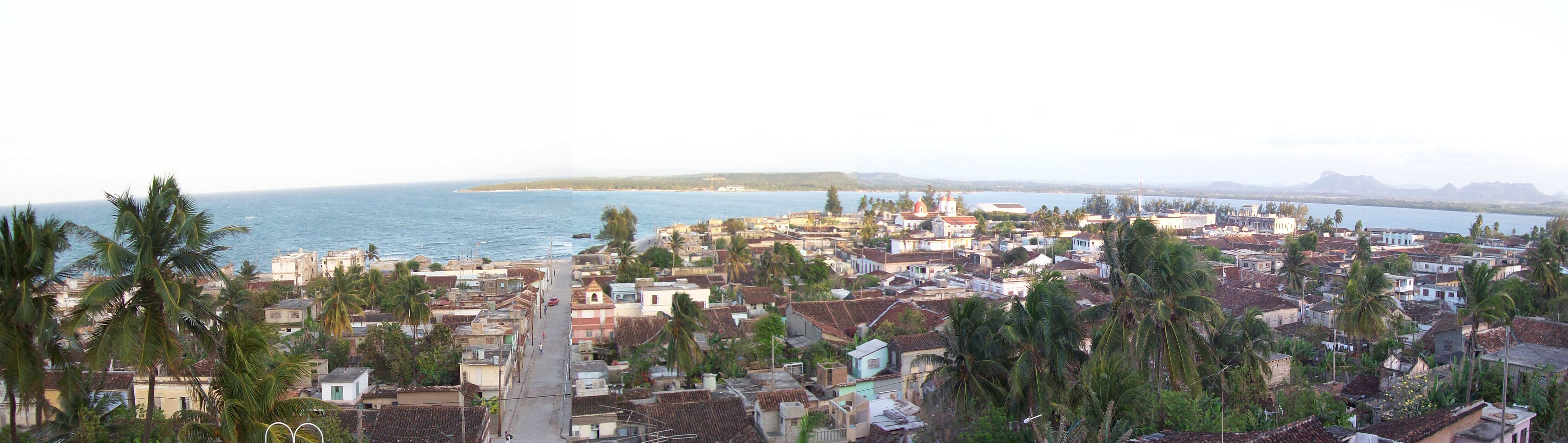
Vista Panorámica del Centro Histórico de Gibara. Declarado Monumento Nacional el 12 de enero de 2004.

## Historia
El 27 de octubre de 1492, el Almirante Cristóbal Colón avistó tierra cubana, según los estudiosos, era la montaña conocida hoy como “Silla de Gibara”. El día 28 de octubre, el Almirante tocó tierra en la bahía de Bariay, y en la mañana del 29 de octubre de 1492,  las naves del Almirante anclaron en la bahía de Gibara, a la cual Colón llamó “Río de Mares”. El 30 de octubre, las naves partieron de la bahía, pero el 31 tuvieron que regresar a puerto seguro, debido a un mal tiempo. 
Estuvieron en “Río de Mares” 12 días, en los que se relacionaron con los aborígenes que vivían en la zona, conocieron del uso que les daban al tabaco, de los cultivos de los cuales se alimentaban. El 12 de noviembre de 1492, las naves de Cristóbal Colón salieron de “Río de Mares” llevando consigo un grupo de aborígenes que fueron capturados para ser llevados ante los Reyes.
Las tierras gibareñas, habitadas por una población aborigen relativamente numerosa, fueron casi totalmente despobladas en los inicios de la conquista.
Iniciada la dominación española, Gibara quedó bajo la Jurisdicción de la Villa de Bayamo. El Poblamiento de la región se produjo lentamente, a lo largo de tres siglos. En 1752 se creó la Jurisdicción de Holguín, de la cual Gibara pasó a formar parte. La bahía de Gibara y el Río Cacoyugüín fueron usados para el comercio desde temprana fecha, unas veces para el contrabando, otras bajo autorizaciones, pero siempre bajo el peligro de un ataque pirata. 
En 1804 las tierras gibareñas quedaron bajo la jurisdicción de la Capitanía Pedánea de Auras. Desde 1873, el cabildo holguinero solicitó la construcción de una fortificación en la bahía de Gibara.
El 16 de enero de 1817, bajo una solemne ceremonia, se colocó en Punta de Yarey, a las orillas de la bahía, la primera piedra de la fortificación; esta fecha ha sido considerada siempre como la fecha de fundación de Gibara. 
En 1821, el poblado se componía por 21 casas. En 1822 se fundó el puerto de Gibara, como de tercera categoría, lo que trajo un creciente desarrollo de la villa, a la cual se trasladan vecinos de las poblaciones vecinas. Es precisamente este esplendor económico que alcanza, el que hace de Gibara la segunda ciudad amurallada de Cuba, se hizo necesaria la construcción de fortificaciones militares para la protección de la villa de los ataques de corsarios y piratas. Es en medio de este esplendor que se construyen importantes edificaciones que aun hoy hacen que aquel que la visite no pueda olvidarla.
En 1823 entra en funciones el primer ayuntamiento de Gibara, poco después fue suprimida la capitanía de Auras. En 1824, debido a la caída del gobierno liberal en España, fue suprimido el Ayuntamiento de Gibara.
En 1853 fue inaugurada la iglesia parroquial de San Fulgencio, lo que fija, según criterios de algunos entendidos, un hito en los estilos arquitectónicos predominantes en Gibara hasta ese momento.
En 1862 Gibara era una población cosmopolita, habitada por gran número de canarios, de españoles, por otros europeos y por personas procedentes de distintos países de América y tierras de África. Su partido pedáneo era el más rico y próspero de la jurisdicción holguinera. El censo de ese año refleja la existencia de 1 754 habitantes.

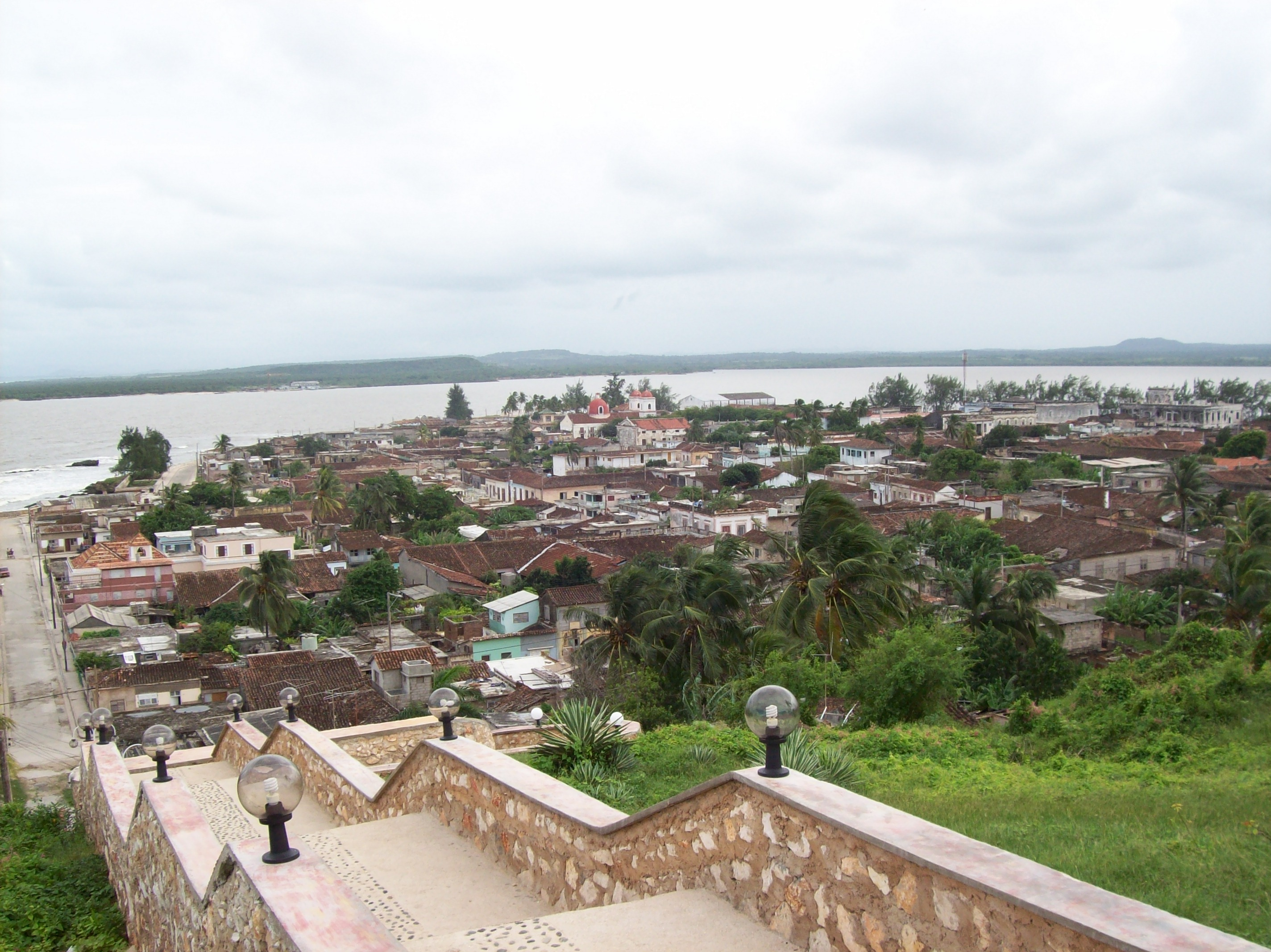
Vista Parcial del Centro Histórico de Gibara.

Iniciada la guerra de 1868 muchos elementos afines a España de la vasta región holguinera se mudaron para Gibara buscando el amparo del sistema defensivo creado por los españoles en esta población. El número de habitantes y la riqueza arquitectónica de Gibara crecieron notablemente durante la guerra, logrando en esta etapa la secesión de Holguín con la creación de un Ayuntamiento propio.
El crecimiento del núcleo urbano y sus alrededores inmediatos (Cupeycillos, Los Hoyos, Los Altos y Las Aguadas) fue tan notable, que al realizarse el censo de 1877 ya alcanzaban la cifra de 7 599 habitantes. La villa de Gibara fue un baluarte inexpugnable del poderío hispano durante esta contienda. Luego de la Guerra Grande, la población del distrito gibareño siguió creciendo notablemente, hasta llegar a una media de 81 habitantes por kilómetro cuadrado, la más alta de la región oriental, incluida el distrito de Santiago de Cuba.

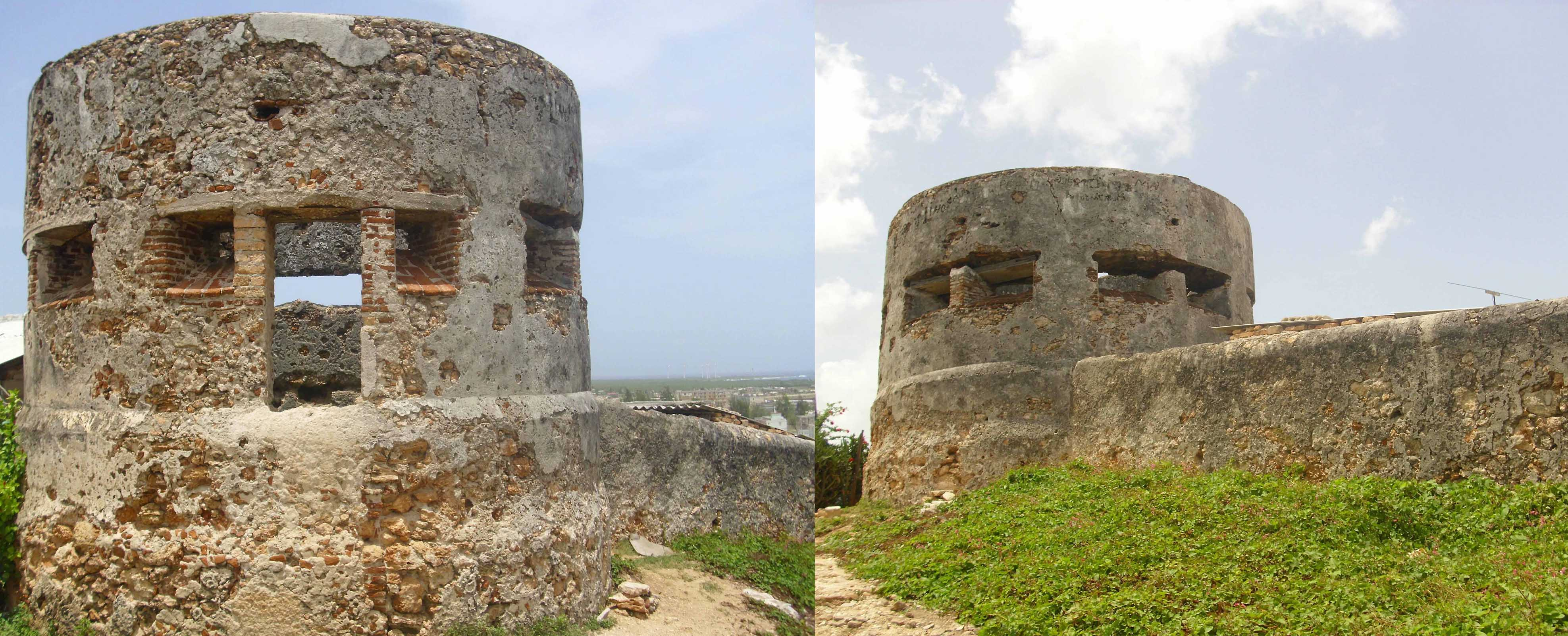
Fortín El Vigía y restos de la muralla

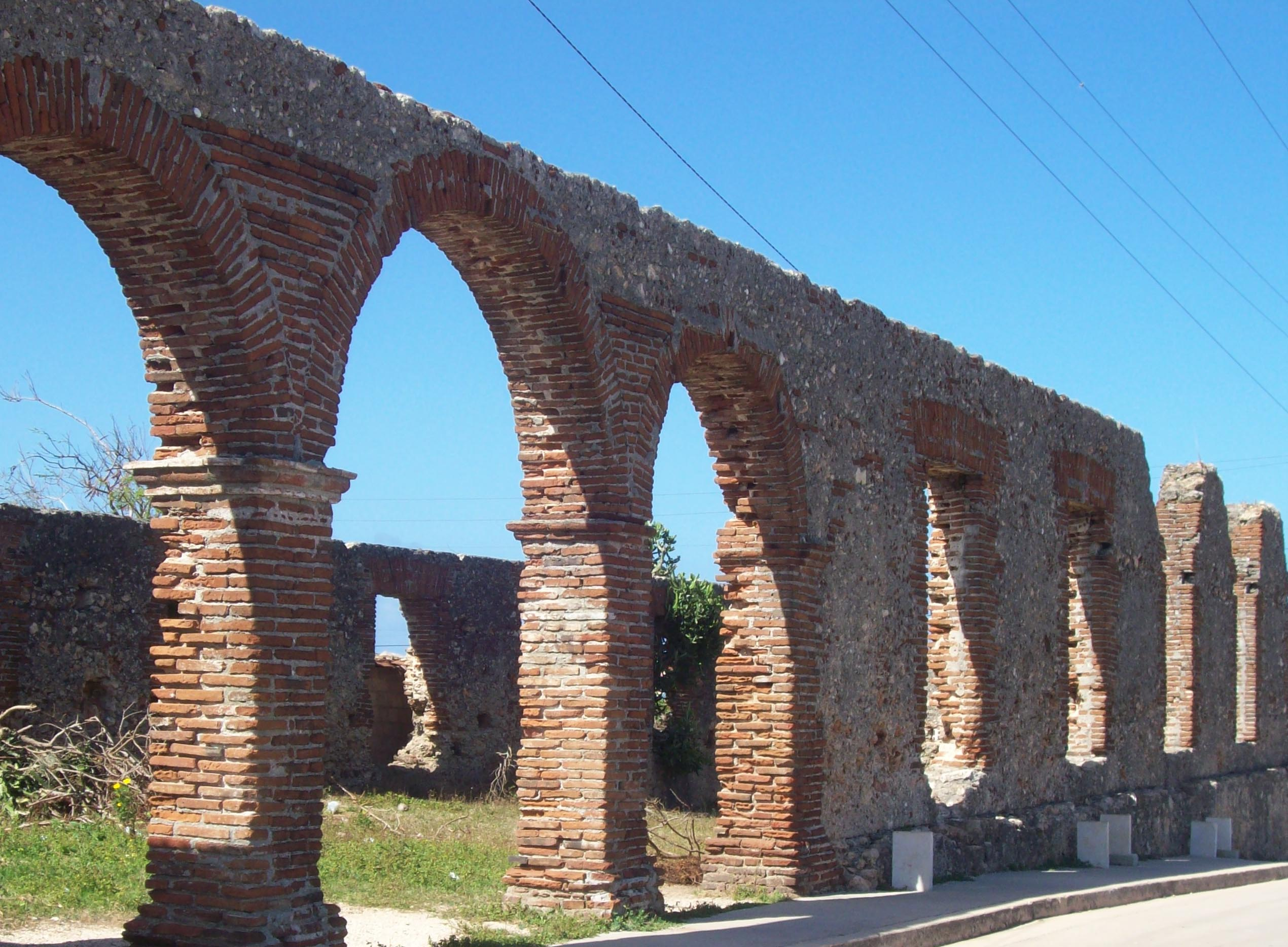
Ruinas de El Cuartelón

El 4 de abril de 1893 llega el ferrocarril a Gibara, que para entonces cubría la ruta Holguín–Gibara, lo cual abrió aún más el comercio y las comunicaciones con el resto del Oriente de la Isla.
Al realizarse el censo de 1899 la población urbana de la ciudad de Gibara superaba en varios centenares de habitantes a la ciudad de Holguín.   
Sus más importantes ríos el Cacoyugüin, Gibara y Yabazón exportaban madera de cedro y caoba, también azúcar y cultivaba tabaco, maíz, plátano, tenía cría de ganado vacuno, de cerdo y caballar y explotaba el carey vendiendo sus preciadas conchas.
El siglo XX trajo cambios notables para el territorio gibareño. En su primer cuarto el puerto mantuvo aún cierta importancia que paulatinamente fue perdiendo y de igual forma ocurrió con el ferrocarril. La situación económica y social de la población pronto comienza a empeorar. 
En 1931 Gibara tiene poco más de ocho mil habitantes en cabecera, treinta mil 705 en el municipio, si incluimos sus barrios rurales, la extensión territorial era de 922 kilómetros cuadrados.
La lucha contra el dictador Gerardo Machado Morales encontró amplio eco en Gibara cuando el 17 de agosto de 1931 una tropa de revolucionarios encabezados por Emilio Laurent desembarcó en la ciudad, y contra ellos el gobierno machadista empleó todos sus recursos; estos sucesos confirieron a Gibara la triste primacía de ser la primera población de Cuba que fue atacada simultáneamente por efectivos del Ejército, de la Aviación y de la Marina de Guerra. Para la década de 1950 la situación se había hecho casi insostenible.
El 1 de enero de 1959 Triunfó la Revolución Cubana, esto mejoraría la situación económica de la villa, al ser inaugurados nuevos centros de trabajo: La Hilandería “Inejiro Asanuma”, el Astillero “Alcides Pino” y las fábricas de tabaco de producción nacional y de exportación.
En la noche del 7 de septiembre de 2008, un huésped ingrato se ensañó con La Villa Blanca, “El Huracán Ike”, que con su fuerza pretendió arrasar lo que con tanto celo protege su gente. Al amanecer del día 8, los habitantes encontraron un panorama desolador, la encantadora ciudad había sido devastada, su emblemático Malecón había sido arrancado por la fuerza del mar, y en el Reparto Pueblo Nuevo, la zona conocida como el Güirito, fue barrida por la poderosa fuerza del mar, que impulsado por los vientos de Ike no respetó la línea costera y se lanzó sobre la ciudad. Pero lo que no le pudo llevar Ike a los gibareños fue su firmeza, su sentido de pertenencia, su humildad, el deseo de embellecer su ciudad, que, a un mes del paso del peor visitante que haya tenido luce distinta, pero se parece más a aquella a la que Ike visitó y que pronto volverá a ser la misma.
Pero Gibara tuvo otro golpe, la muerte del cineasta Humberto Solás, presidente del Festival Internacional de Cine Pobre, del cual Gibara es su sede permanente.

## Geografía
Ubicación geográfica: Situada en la costa norte de la provincia Holguín, entre los 21° 6′ 34″ LN y los  76º07'54" LO, con una extensión territorial de 630 km² ocupa el noveno lugar en superficie que representa el 6,7 por ciento de la superficie total de la provincia.
Límites geográficos: Limita por el norte con el océano Atlántico, al sur con el municipio de Holguín, al este con el municipio Rafael Freyre y al oeste con el municipio Calixto García y la provincia de Las Tunas. 
Al norte, presenta una extensa franja costera que se extiende desde playa de los Bajos hasta El Mangle en el límite con Las Tunas. Detrás de esta franja se encuentra la bahía de Gibara que da entrada a la localidad cabecera con 16.000 habitantes, cuenta con tres ríos de mediano caudal, un macizo montañoso que es La Sierra de Gibara y numerosas cuevas de mediano tamaño.
El área es generalmente llana, un cerro aislado, las principales alturas del nivel son: altura de Cupeycillo, sierra de Candelaria, loma de Abelardo (la mayor del municipio con 240 metros de altitud). La altitud varía de acuerdo a las diferentes zonas desde apenas unos centímetros en las zonas costeras como el poblado del Güirito, Los Cocos, Laguna Blanca, Caletones y el Mangle hasta metros como la zona de Candelaria.
Se presentan manifestaciones cárcicas siendo más evidentes al norte y al oeste con dientes de perro desde la costa hasta el grupo de Cupeycillo y Candelaria; se extiende una llanura costera con suelos arenosos y arcillosos generalmente terrenos ferrolíticos en las orillas de los ríos Gibara y Cacoyuguin aparecen suelos aluviales menos fértiles, hacia la posición central se encuentran suelos fértiles provocados por la sedimentación y el desgaste de antiguas elevaciones y el arrastre de los ríos es aquí donde se desarrolla el plan agrícola.
Clima
Se definen dos periodos: el lluvioso, de mayo a noviembre, y el poco lluvioso, de diciembre a abril. La mayor cantidad de lluvia suele reportarse en la segunda mitad del año. En verano, el sector suroeste del municipio de Gibara recibe los mayores totales, mientras que en invierno los acumulados más interesantes se trasladan hacia el nordeste o la región costera.
Son habituales las nieblas y neblinas, sobre todo en los meses invernales de diciembre, enero y febrero.
La temperatura más cálida registrada es de 38,7 grados, el 26 de abril de 2015, en el poblado de Velasco, al oeste-suroeste de la ciudad cabecera. Entretanto, el valor de temperatura más frío que se conoce se midió el 21 de enero de 1977, cuando el termómetro marcó 8,2 grados.
La afectación directa e indirecta de tormentas tropicales y huracanes a Gibara ha sido frecuente en lo que va de siglo XXI. Particularmente, entre los años 2007 y 2012, dos huracanes (Ike y Sandy) y tres tormentas tropicales (Noel, Hanna e Isaac) castigaron al municipio con lluvias intensas, vientos muy fuertes y notables marejadas. Las inundaciones costeras también han sido continuamente observadas en el litoral debido al cruce de algunos ciclones tropicales intensos por las cercanías de Las Bahamas, como el Earl en 2010 e Irene en 2011.

## Bahía de Gibara
Situada al oeste de la península en que se encuentra asentada la población, La bahía de Gibara afecta la forma irregular de una bolsa cuya bola, de unas 900 brazas de anchura, mira hacia el norte, su ancho máximo es de 2.700 brazas. En el centro de la bahía un canal con una profundidad de 14 pies.  Al decir de los marinos es el puerto de más fácil entrada y salida de toda la costa norte de la provincia oriental.

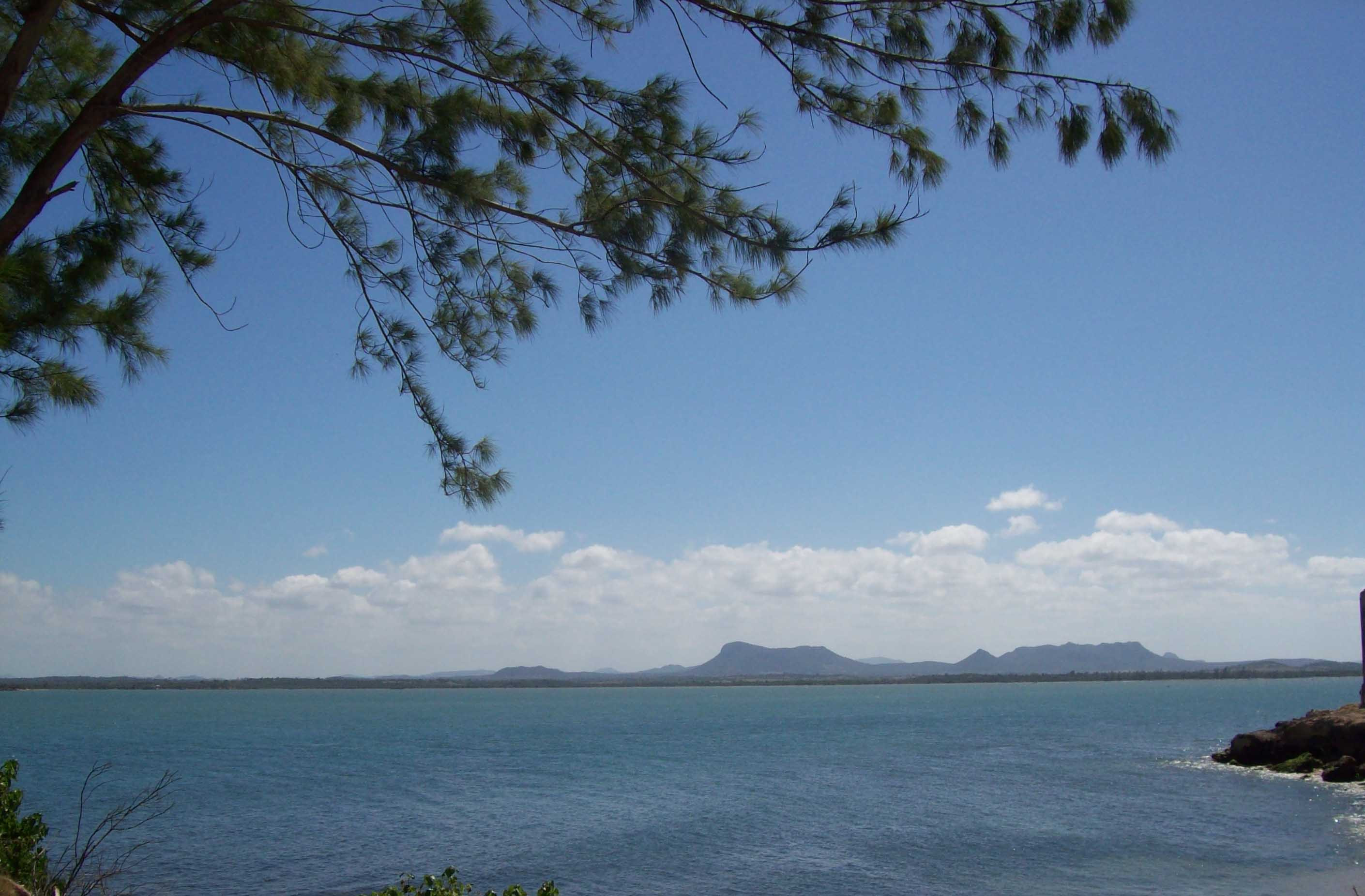
Bahía de Gibara

## Demografía
Según los datos de la Oficina Nacional de Estadísticas e Información de Cuba, al cierre del 2013 el municipio contaba con 72 mil 235 habitantes: 37 mil 045 hombres y 35 mil 190 mujeres. Representa el 7,0 por ciento de la población de la provincia. Gibara recibió grandes olas migratorias procedentes de España durante los siglos del XIX al XX, fundamentalmente de Islas Canarias y Asturias, que venían huyendo de las guerras que sacudieron a Europa por aquellos tiempos.
El Municipio abarca la ciudad cabecera municipal, la ciudad de Gibara, y cinco asentamientos poblacionales de cierta importancia, que en orden de densidad poblacional son: Velasco, Floro Pérez, Bocas, San Felipe de Uñas, playa de Caletones, y algunos asentamientos más pequeños como Arroyo Seco, Limones, La Gegira, playa Los Bajos, Las Caobas, Los Hoyos de Gibara y algunos más.

## Economía
Durante los siglos XIX y la primera mitad del siglo XX, Gibara se convirtió en el puerto más importante de todo el norte oriental de Cuba, esto se debió, en gran medida, a su ubicación geográfica, que la convirtió en el centro de la actividad económica de la región norte oriental, por donde se comerciaban las mercancías destinadas a ciudades como Holguín, Bayamo, Banes y Las Tunas, las cuales luego de ser descargadas en el puerto eran transportadas por ferrocarril; esto convirtió a Gibara en una de las ciudades más desarrolladas de la época. Con la llegada del ferrocarril a otras localidades de la provincia y con la habilitación del [Puerto de Vita], la ciudad fue perdiendo importancia económica. 
Hoy la economía gibareña se basa en la producción textil, la pesca, la hechura de tabaco para exportación y para el consumo nacional, y el turismo.
La zona de Velasco es eminentemente agrícola.

## Turismo
La ciudad posee uno de los centros históricos mejor conservados del país con 200 años de antigüedad. Es por esta razón, que en los últimos años, el Ministerio del Turismo ha venido desarrollando planes de rehabilitación del centro histórico, así como la creación de hoteles que permitan el alojamiento y confort a los visitantes.
Actualmente la ciudad cuenta con 3 hoteles, promocionados bajo la marca Encanto, caracterizados por estar situados en instalaciones de gran valor patrimonial del centro histórico de la Villa, así como presentar un alto estándar y gran confort de sus servicios. Actualmente las tres instalaciones de cuatro estrellas se encuentran bajo la administración de Cubanacan e Iberostar.
-  Hotel "Ordoño", muy confortable, ubicado en una céntrica calle de la ciudad.

-  Hotel "Arsenita", muy próximo a la iglesia parroquial. 

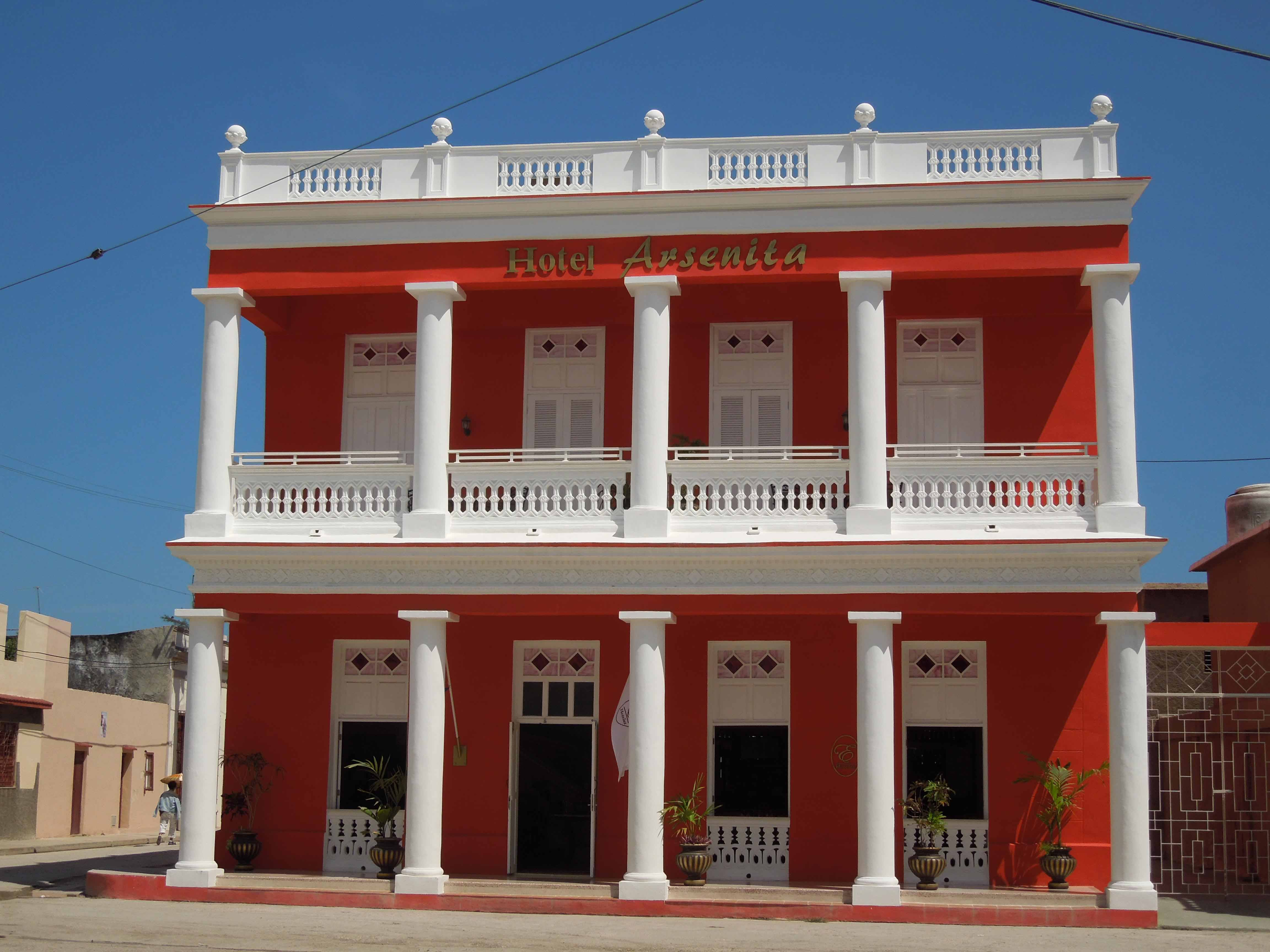
Hotel Arsenita

-  Hotel "Plaza Colón", recrea una casa de familia, con un servicio personalizado y de alto estándar.
Además, se encuentra en construcción, el Hotel "Bahía Almirante". 
En la ciudad, se comercializan artículos relacionados con el mar, el buceo y la pesca. 
En el verano de 2014 se estrenó el paseo calle Real en la parte baja de la céntrica calle Independencia. Allí se desarrollan cada mes las Noches de la Villa Blanca, durante las cuales muchos se congregan y disfrutan de la música y las ofertas gastronómicas.
Instalaciones Extrahoteleras:
- Restaurante/Bar "El Faro": Se encuentra a pocos metros de La Batería Fernándo VII. Ofrece comida criolla e internacional, así como servicio de bar. 
- Bar "La Loja": Ubicado muy cerca del Hotel Plaza Colón, ofrece servicio de coctelería nacional e internacional, así como vinos a la carta. 
- Ocio Club "Gibara": centro cultural que ofrece servicios de coctelería, juegos electrónicos para adultos y niños, billar.  
- Centro Cultural Recreativo "Siglo XX": ubicado en el corazón de la Villa, ofrece servicios de coctelería, bebidas. Se presentan agrupaciones musicales locales. 

## Cultura
En el año 2003 se inaugura el Festival Internacional de Cine Pobre de Gibara , el cual con el fallecimiento de su fundador, el cineasta Humberto Solás, cambiaría su nombre a Festival Internacional de Cine Pobre de "Humberto Solás" ; en 2017, y bajo la dirección del actor y cineasta Jorge Perugorría, cambia su nombre a Festival Internacional de Cine de Gibara .
También es sede del Festival de Música Electroacústica Estéreo G, durante el verano.

## Lugares de interés

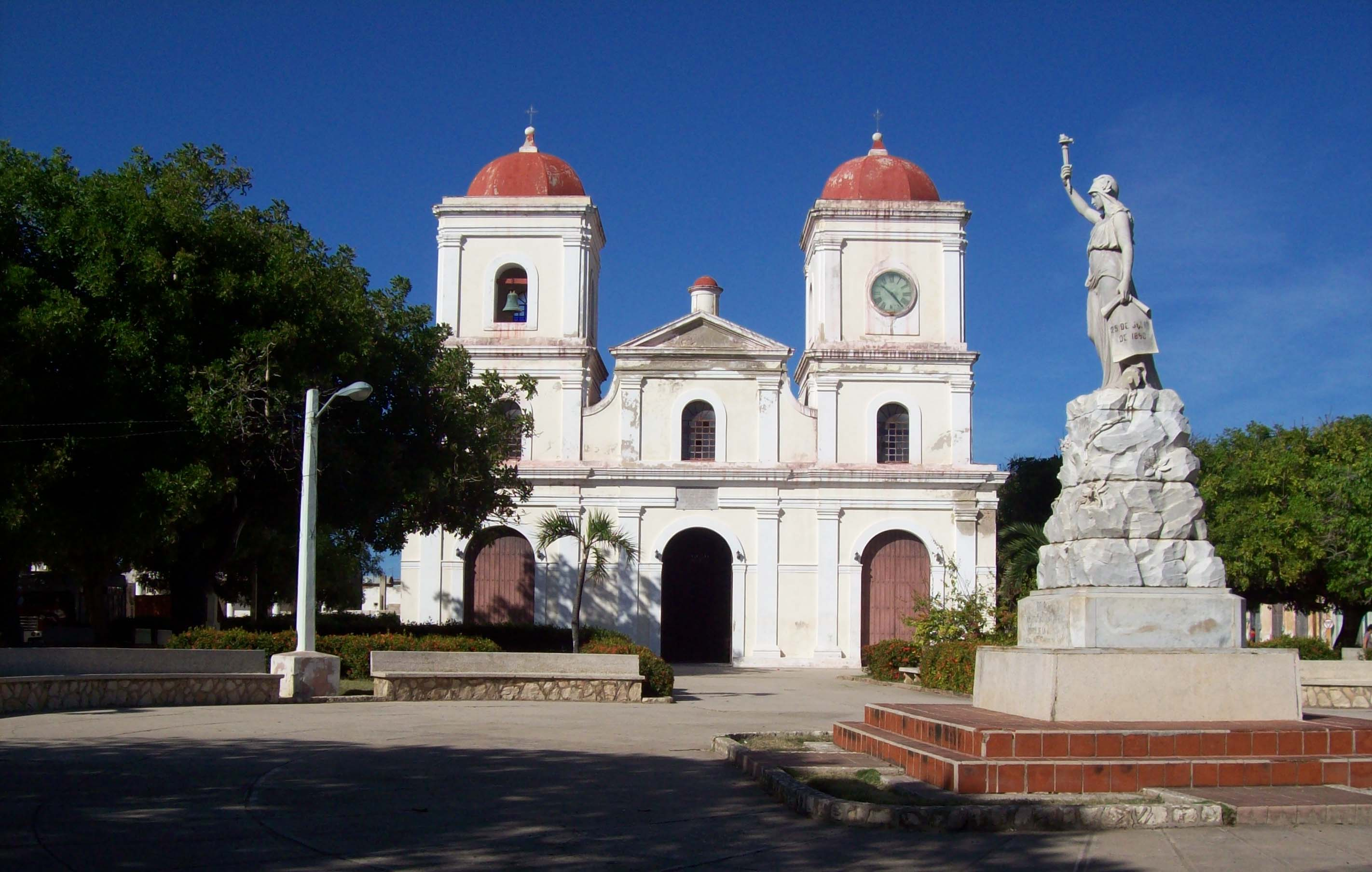
Parroquia San Fulgencio

- Batería Fernando VII: Fortaleza construida por España en el siglo XIX para defender el puerto de los ataques piratas.

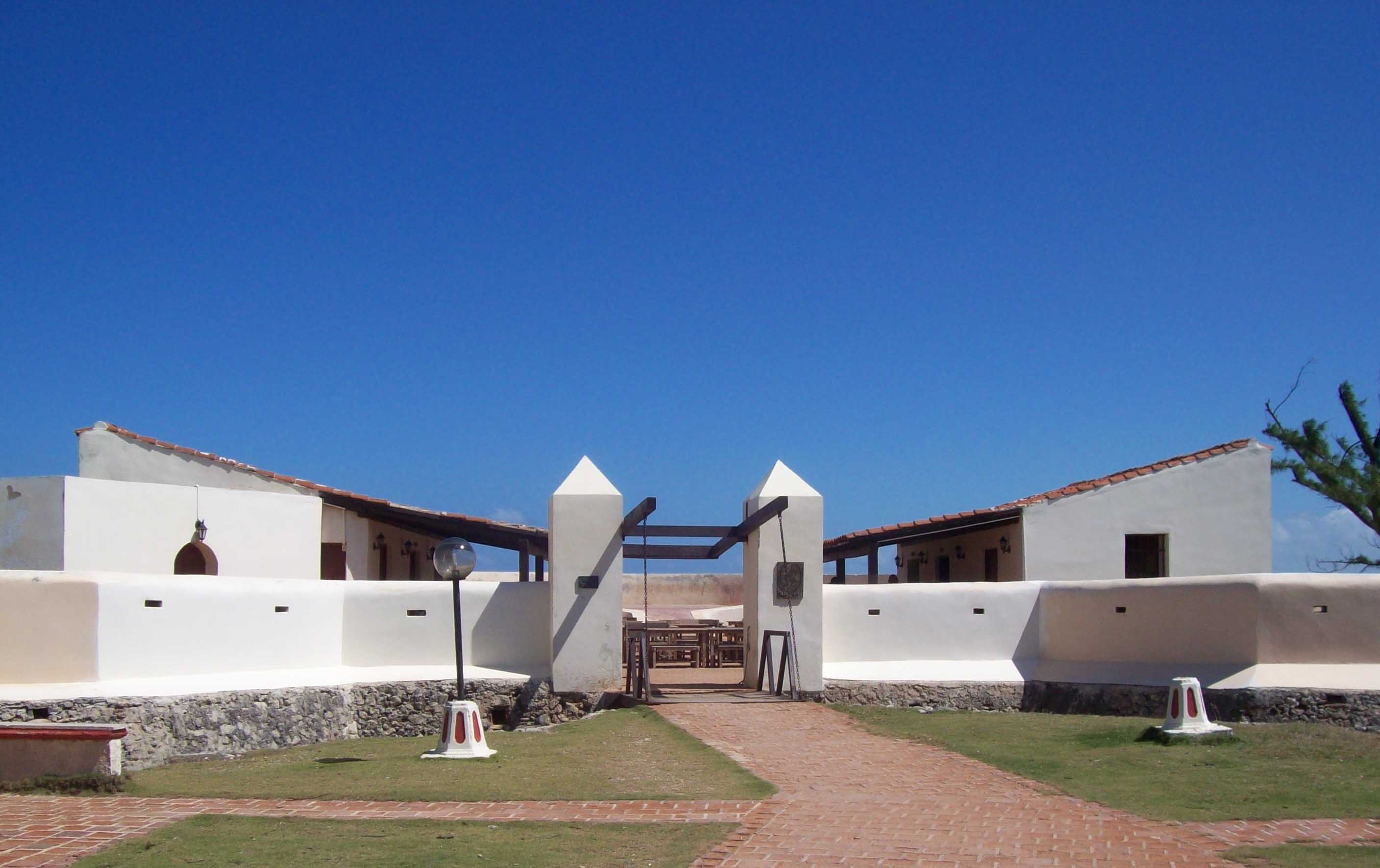
Batería Fernando VII

- Museo de Artes Decorativas: Con una de las colecciones más completas de su tipo en el oriente de Cuba.

- Museo de Historia: El cual posee piezas de los asentamientos aborígenes existentes en la región, documentos y pertenencias de personalidades de la región.

- Museo de Historia Natural: Junto al existente en la ciudad de Holguín, son los únicos en la provincia, y atesora especies tanto autóctonas, como migratorias.

- Vieja Sede del Casino Español (hoy Casa de la Cultura)

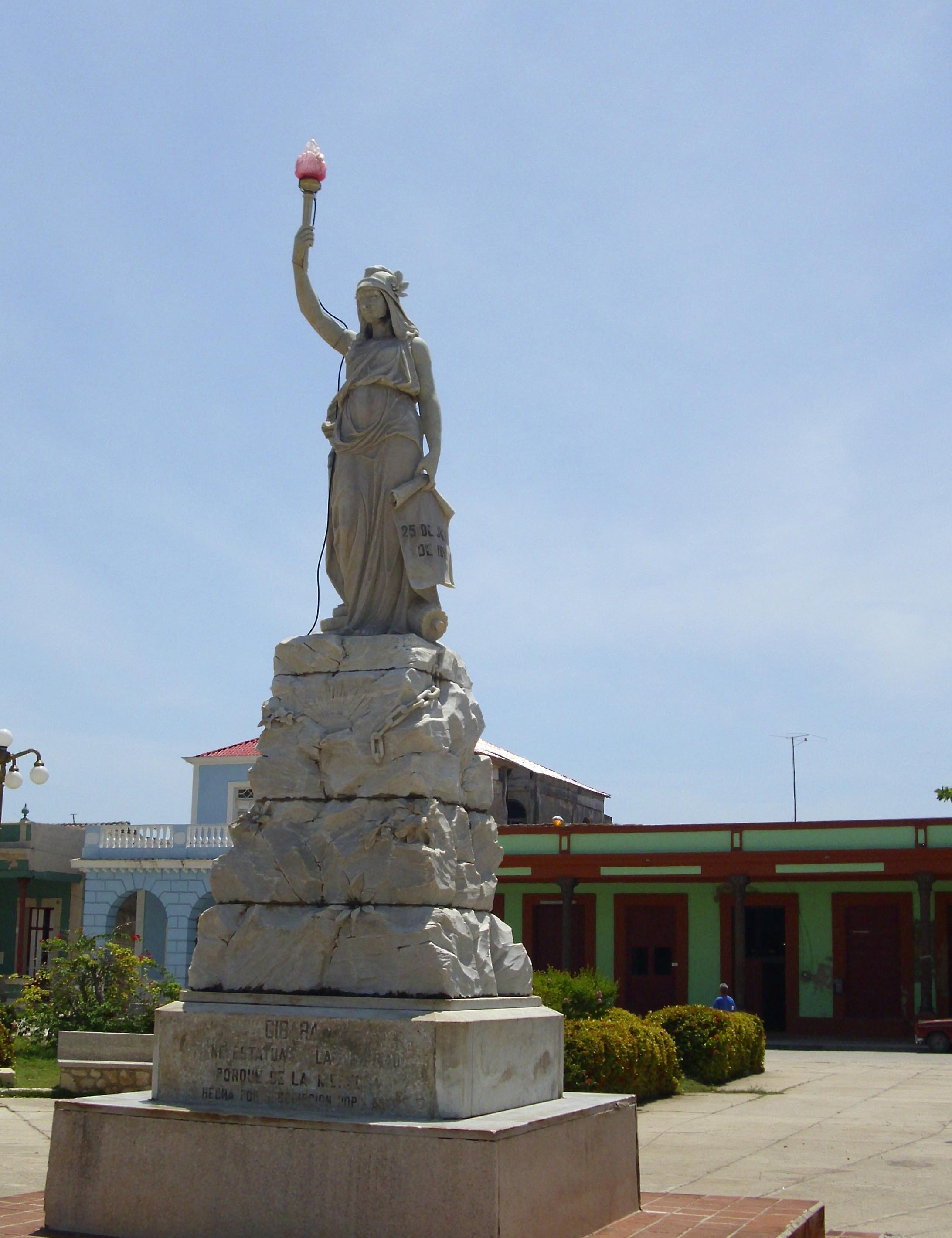
Réplica de la Estatua de La Libertad de Gibara

- El Teatro: En reparación, antigua sede de importantes actuaciones artísticas.

- El Cuartelón: Ruinas de las fortificaciones construidas en el siglo XIX por los españoles para defender la ciudad de los ataques mambises.

- Cueva de los Panaderos: cueva que acoge junto con el cine Jibá la subsede del Festival Caverna Benavides.

## Arquitectura
Su arquitectura combina los siglos XIX, XX y XXI, con importantes exponentes década uno. El centro histórico conserva más del 50 por ciento del patrimonio arquitectónico en buen estado; por lo que en 2003 fue declarada Monumento Nacional. Cuenta con una parque principal, nombrado "Calixto García Íñiguez" antigua plaza de Armas de la Villa, en cuyo centro presenta una réplica en miniatura de la  Estatua de la libertad, que fue obtenida a través de la recaudación popular de fondos y encargada a escultores italianos. Está dedicada a la entrada, el 25 de julio de 1898, de las tropas mambisas al mando del Coronel Cornelio Rojas, simbolizando la liberación del yugo español. Otros parques que la conforman son el parque de las Madres y la plaza de la Cultura. Los mayores exponentes del conjunto arquitectónico que distinguen la Villa son: El Museo de Artes Decorativas, instalado en la planta alta de una de las construcciones domésticas más significativas del estilo neoclásico de la localidad, el cual posee una de las colecciones más importantes de su tipo del país y atesora los vitrales de medio punto más grandes del oriente cubano, La Iglesia Parroquial, enclavada en el parque Calixto García, antigua plaza de Armas, La Vieja Sede del Casino Español (hoy Casa de la Cultura de Gibara), El Teatro.
Las construcciones de la segunda mitad del siglo XX y lo que va del XXI, predominan en el reparto Pueblo Nuevo (El Güirito), donde coexisten edificios de 2 a 6 plantas, casas comunes, petrocasas (donadas por Venezuela con motivo de la reconstrucción de la ciudad, luego del paso del huracán Ike)

## Himno de Gibara
Seremos dueños, únicos dueños 

del campeonato que se discute

porque tenemos en nuestras filas

al invencible de la que sube.
¡Viva Gibara, Viva Gibara, la

Villa Blanca de los Cangrejos

la perla hermosa, de nuestro Oriente

la soberana, la soberana de los ensueños!
No nos asustan los rompecercas,

ni los campeones ni los trabucos

porque en las filas del club Gibara

decoro y honra se encuentran juntos.
(Se repite la segunda estrofa)
Todas las cañas y marañones

Nuestros cangrejos van a exprimir

Y llenaremos con todo el zumo

La vieja chomba que tiene Holguín.
(Se repite la segunda estrofa 2 veces)

## Escudo de Gibara

Escudo de Gibara

Aprobado en el año 1939 en sesión del Ayuntamiento y dado a la publicidad para el conocimiento de todos los moradores de la Villa de Gibara a través del órgano oficial de la municipalidad el periódico El Triunfo, el mismo fue confeccionado por Luis Sánchez Hernández. En él se encuentran fechas y símbolos representativos de Gibara como son: Las 3 carabelas, la fecha de 1492 por el arribo a sus costas del Almirante Cristóbal Colón el 29 de octubre de ese año y la de 1817 año de la fundación de la Villa. Tiene en su paisaje el mar y la fecha de entrada de las primeras tropas libertadoras a este territorio el 25 de julio de 1898, se observa además la Silla de Gibara eminencia célebre por su forma peculiar entre los grupos montañosos de Cuba y por ser punto de orientación en muchos casos para los navíos que se acercan al puerto. Este escudo símbolo de la ciudad, ha presidido reuniones sociales, el mismo aparece como elemento localizador en la fachada de la antigua Colonia Española donde ahora se encuentra la casa de cultura.

## Religión
La población es mayormente católica, también existe un gran número de evangélicos, metodistas, adventistas, bautistas, cuáqueros, pentecostales y testigos de Jehová.

## Salud
Para la atención a la población el Organismo de Salud Pública en este municipio cuenta con dos áreas de Salud Área de Salud de Gibara y Área de Salud Velasco, en el poblado de Velasco.
Los recursos con los que cuenta la comunidad son:
- Dirección de Salud (1): en Gibara
- Hospitales (2): un Hospital General y un Hospital Psiquiátrico .
- Policlínicos Comunitarios Docentes (2): un policlínico en Gibara y otro policlínico en Velasco.
- Unidad municipal de Higiene y Epidemiología.
- Hogares maternos (2): uno en el Área de Salud de Gibara con 14 camas y 5 de días y otro en el Área de Salud de Velasco con 30 camas.
- Hogar de Ancianos (1): en Gibara con 41 camas.
- Clínicas Estomatológicas (3): 2 en el área de Velasco y una en el área de Gibara, 3 sillones en 3 Consejos Populares.
- Farmacias (13).
- Centros de Referencia de Medicina Natural y Tradicional (2): uno en gibara y otro en Velasco.
- Control de Ambulancias (2): Gibara y Velasco.
- Centro Comunitario de Salud Mental (2): Gibara y Velasco.

## Lugares de alojamiento
Entre los hoteles y hostales preferidos por los artistas y visitantes están:
- Hotel "Ordoño"
- Hotel "Arsenita"
- Hostal "Los Colgadizos"
- Hostal "Los Hermanos"
- Paladar "La Mina"
- Hostal "La Muralla"
- Paladar "La Cueva"

## Parque eólico
Gibara cuenta con el tercer parque eólico del país, denominado Gibara I, el de mayor capacidad de generación eléctrica, con 5,1 MWh. Tiene en explotación un segundo parque eólico, Gibara II, con una capacidad de generación de 4,1 MWh.

## Ciudad hermanada
El Prat de Llobregat (Cataluña, España)

## Personalidades y figuras notables
Guillermo Cabrera Infante. Escritor, Premio Cervantes de Literatura, en 1997.
Germán Piferrer. Compositor, cantante, trompetista y director de orquesta. Véase Orquesta Avilés.
Manuel Galbán (Manuel Hilario Galbán Torralbas) . Famoso guitarrista, compositor, fundador y director del cuarteto vocal Los Zafiros e integrante del proyecto Buena Vista Social Club.
Vicente Rojas. Cantante y compositor.
Rafael Vega Caso. Pianista y compositor.